# Grotte Jaminon
Grotte Jaminon este o arie protejată (arie specială de conservare — SAC, sit de importanță comunitară — SCI) din Belgia întinsă pe o suprafață de 0,08 ha, integral pe uscat.

## Localizare
Centrul sitului Grotte Jaminon este situat la coordonatele 50°34′15″N 5°48′03″E / 50.57081°N 5.800834°E.

## Înființare
Situl Grotte Jaminon a fost declarat sit de importanță comunitară în octombrie 2002 pentru a proteja 3 specii de animale. Situl a fost protejat și ca arie specială de conservare în ianuarie 2014.

## Biodiversitate
Situată în ecoregiunea continentală, aria protejată conține 1 habitat natural: Peșteri inaccesibile publicului.
La baza desemnării sitului se află mai multe specii protejate de  mamifere (3): liliac cărămiziu (Myotis emarginatus), liliac comun (Myotis myotis), liliacul mare cu potcoavă (Rhinolophus ferrumequinum).
Pe lângă speciile protejate, pe teritoriul sitului au mai fost identificate 2 specii de mamifere, 1 specie de reptile.